# نهر آراس

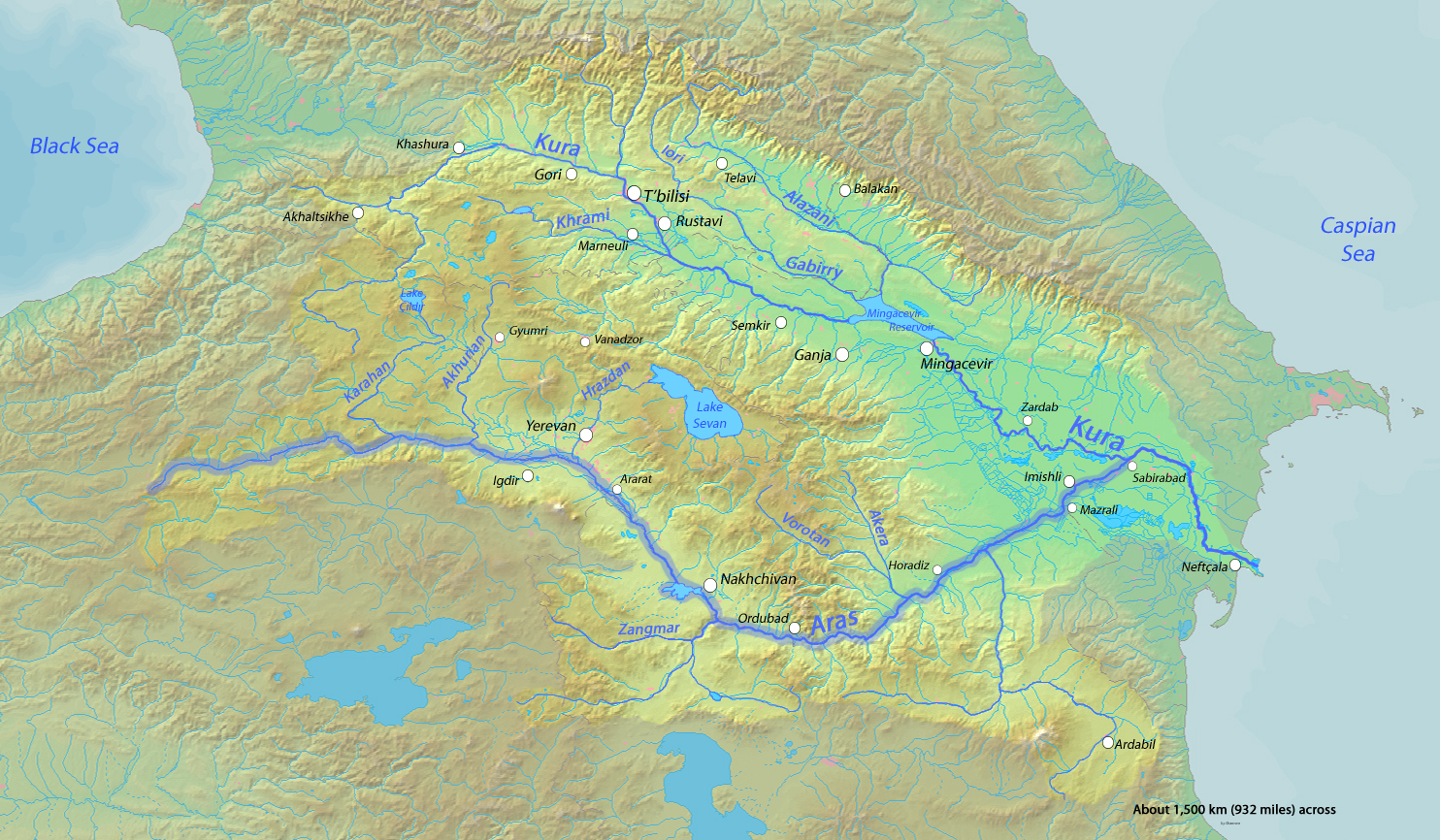
نهر اراس جنوب نهر كورا.

نهر آراس، المعروف أيضًا باسم آراكس (الأرمينية: Արաքս)، Yeraskh (Երասխ)، أراكسس (باليونانية: Αράξης)، أراس (في التركية والكردية والفارسية: ارس)، أراز (في أذربيجانية)، هو نهر يقع في بلدان تركيا وأرمينيا، وأذربيجان، وإيران. يعتبر من أكبر أنهار القوقاز نظرا لطوله الكلي والبالغ 1،072 كيلومتر (666 ميل) ومساحة حوضه قرابة 102،000 كيلومتر مربع.
فی ارمینیا ينبثق التيار في واد واسع ثم يعبر سهوب موجان. بعد مسار يبلغ حوالي 665 ميلاً (1،070 كم)، تنضم أراس إلى نهر كورا (كور) في أذربيجان على بعد 75 ميل (121 كم) من مصبها على بحر قزوين. منذ حدوث فيضان في عام 1897، تم إفراغ فرع منفصل من نهر أراس (تم تحويله إلى قنوات منذ عام 1909) مباشرة في بحر قزوين.

## الأسماء
في العصور القديمة الكلاسيكية، كان النهر معروفًا لليونانيين باسم أراكسيس (يوناني: Ἀράξης). اسمها الأرمني الحديث هو Arax أو Araks (الأرمينية: Արաքս). تاريخيًا كانت تُعرف أيضًا باسم Yeraskh (الأرمينية القديمة: Երասխ) واسمها الجورجي القديم هو Rakhsi (რახსი). في اللغة الأذربيجانية ، اسم النهر هو أراز. اسمها بالفارسية والكردية ارس (أراس) وفي التركية أراس.

## الجغرافيا
يرتفع نهر آراس بالقرب من أرضروم في تركيا ويلتقي بنهر أخوريان جنوب شرق ديغور. يتدفق من ديغورعلى طول الحدود بين أرمينيا وتركيا ثم يمتد بالقرب من الممر الذي يربط تركيا باقليم نخجوان الأذربيجاني. ثم تستمر على طول الحدود الإيرانية الأرمنية والحدود الإيرانية الأذربيجانية.

## معرض صور

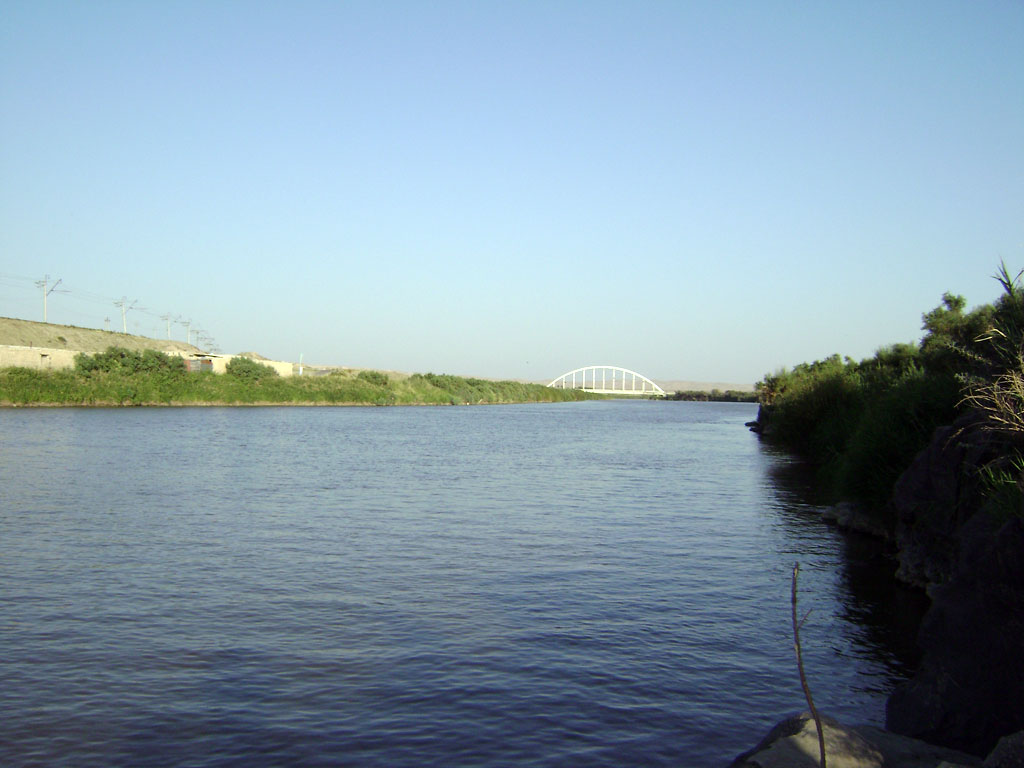
الآراس، التي تم التقاطها في مقاطعة بولدشت
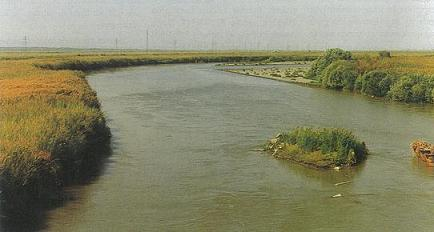
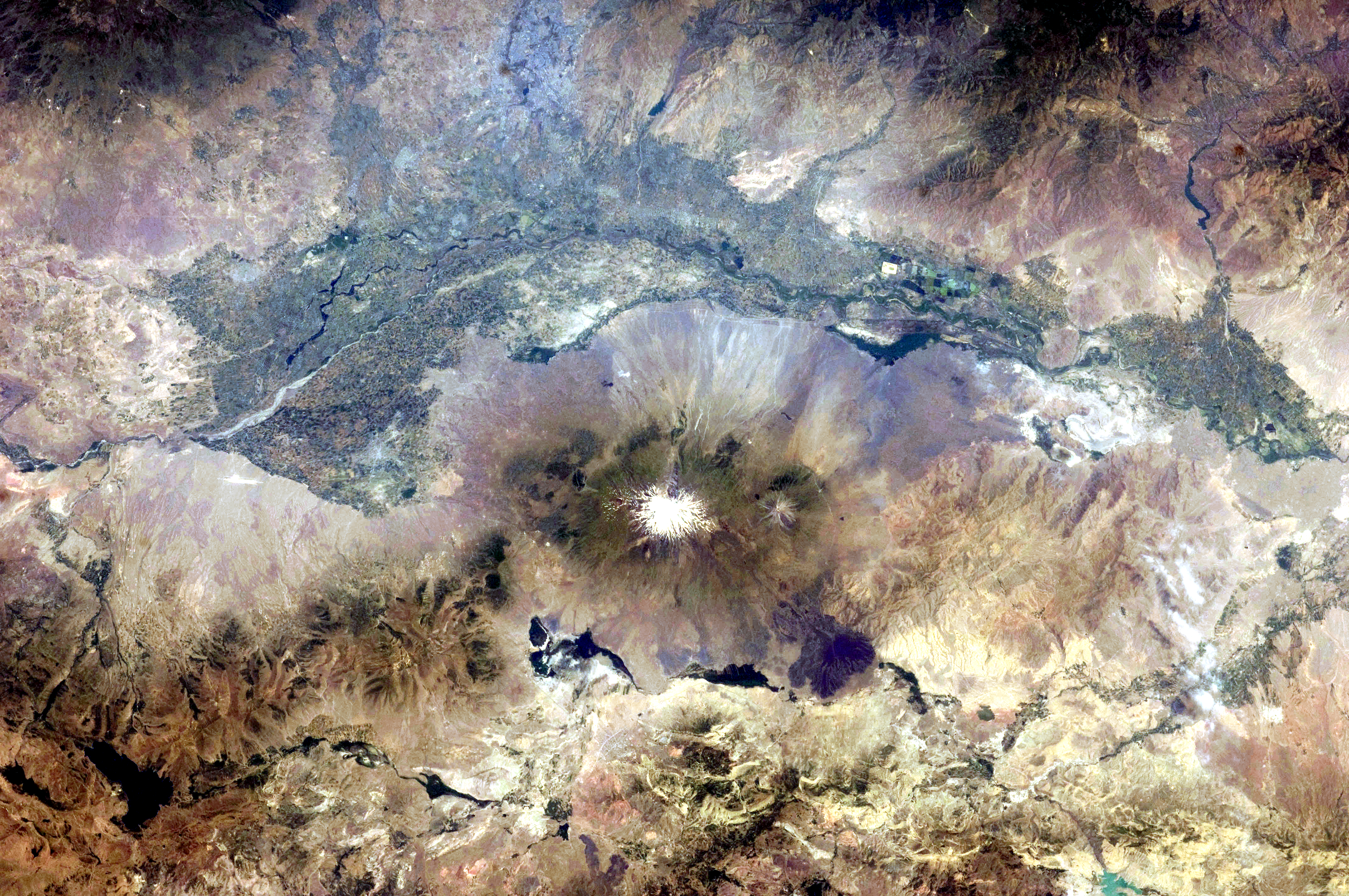
صورة للنهر من الفضاء
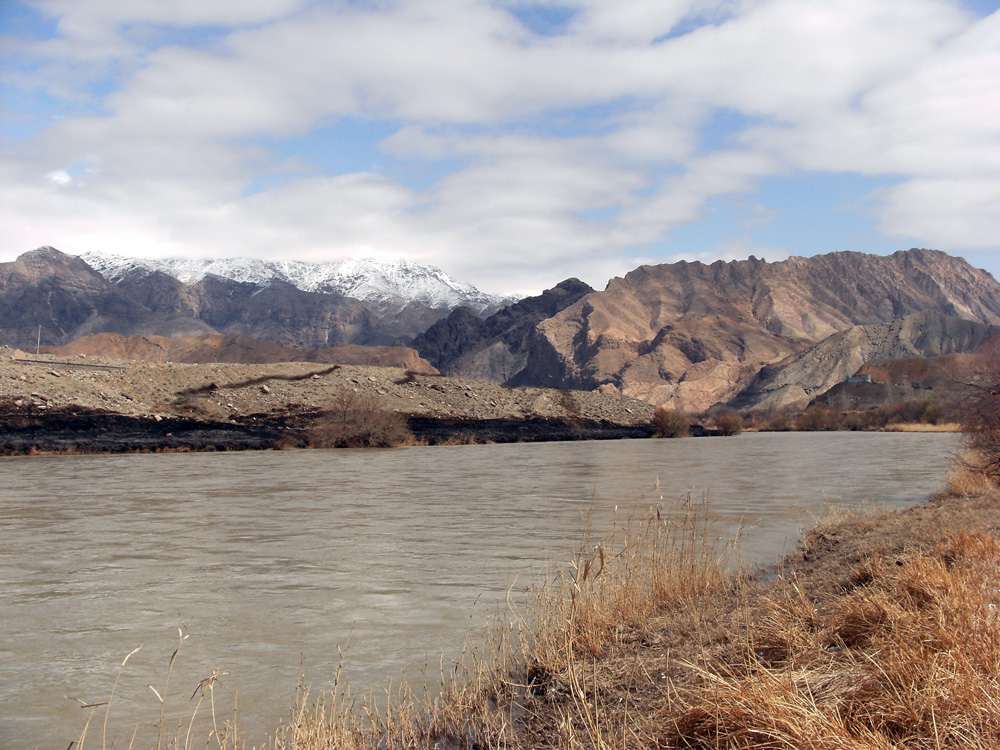
The Araz near Joulfa
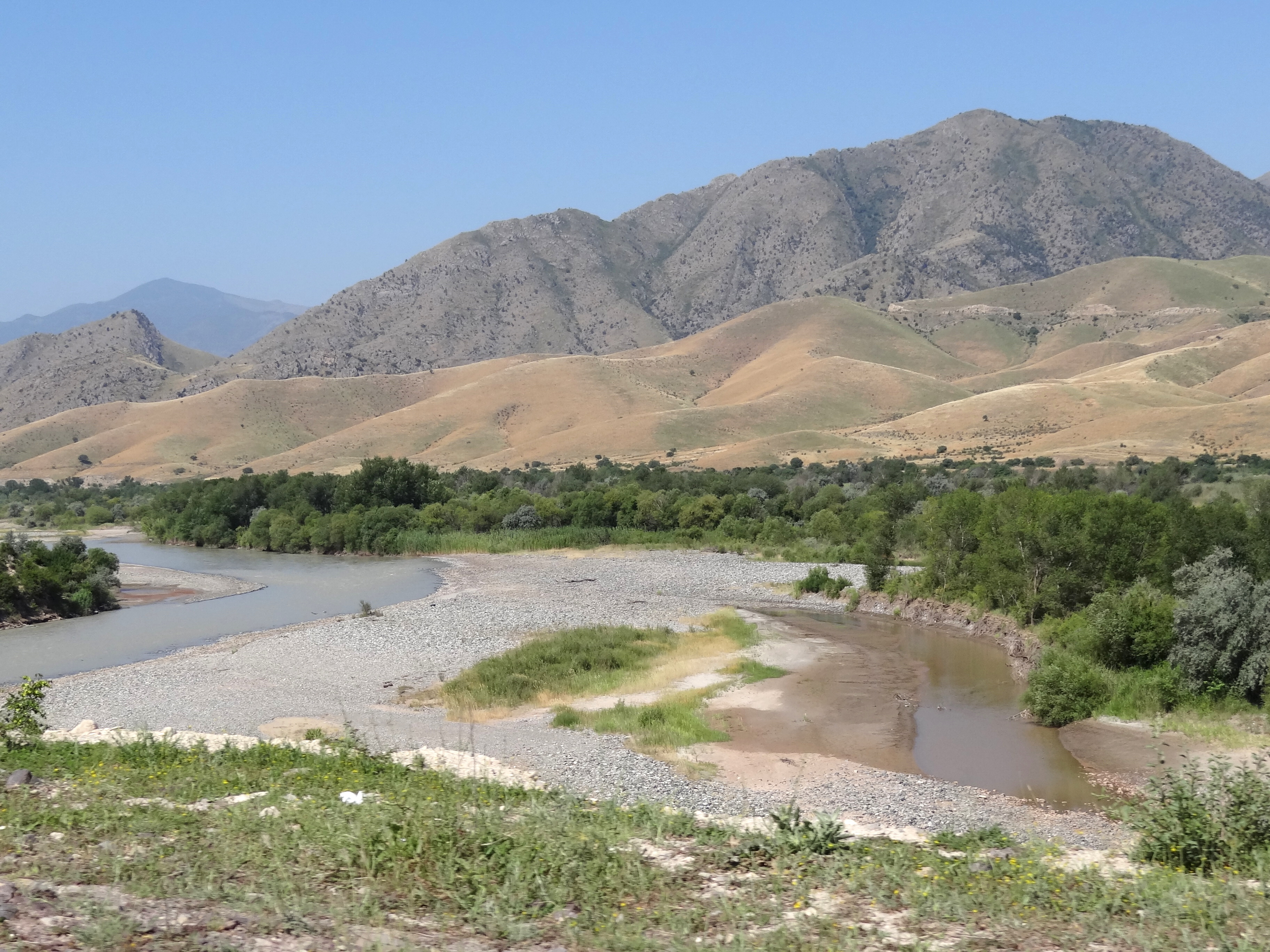
نهر آراس وإيران على اليسار و(سهول كاراباخ) / أذربيجان على اليمين
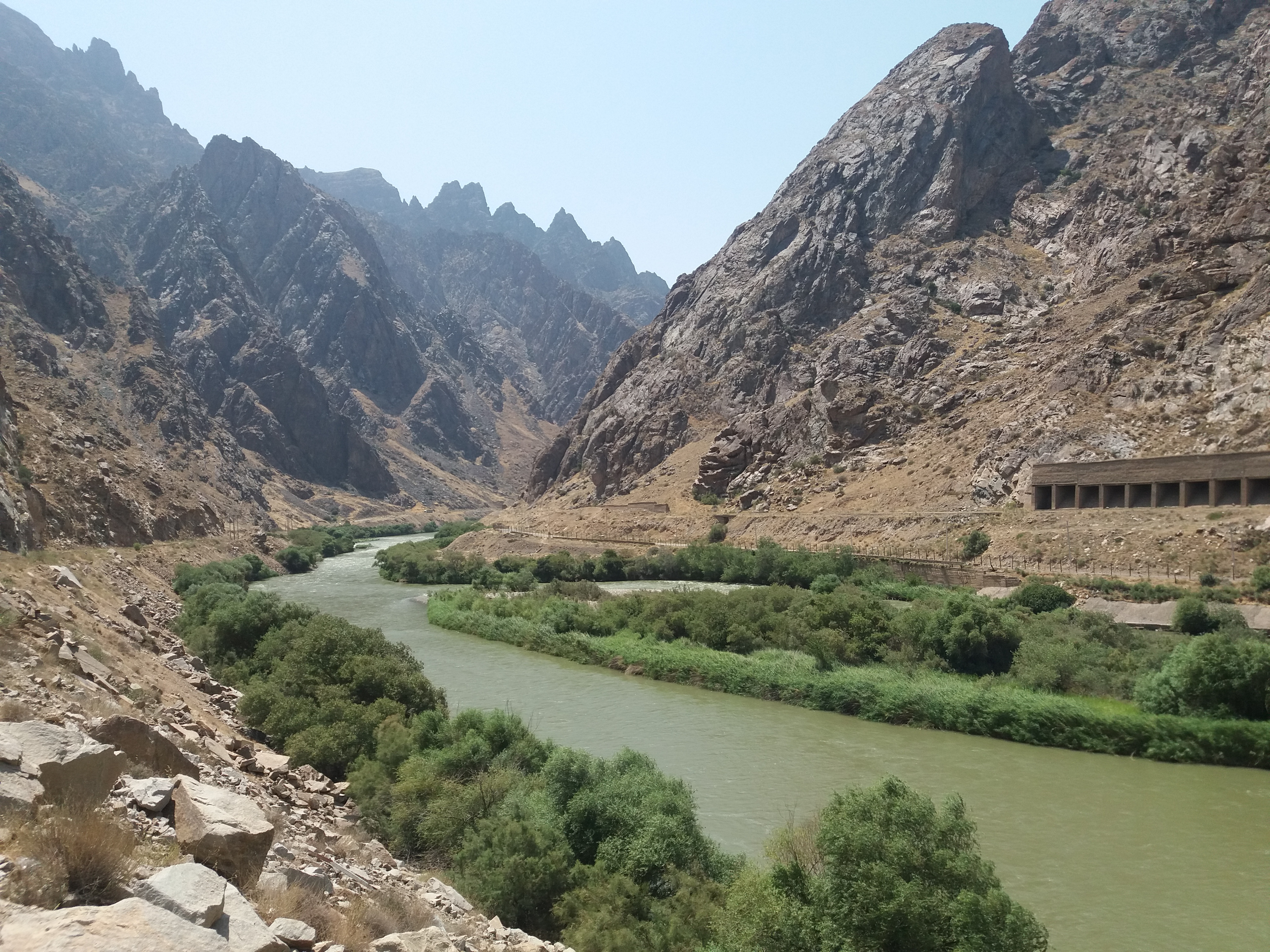
نهر أراس عند نوردوز، النقطة الحدودية بين إيران وأرمينيا

## انظر ايضا
- سد قيز قلاسي